# Từ điển luật học

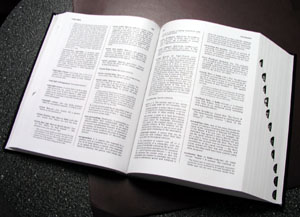
Một cuốn từ điển luật học

Từ điển luật học hay từ điển luật là một loại từ điển được thiết kế và biên soạn để cung cấp thông tin về các kiến thức về khoa học pháp lý, chứa đựng các thuật ngữ pháp lý và được sử dụng trong lĩnh vực pháp luật.

## Tổng quan
Từ điển luật học có thể bao gồm các loại từ điển đơn ngữ hay song ngữ. Nội dung có thể là pháp luật đại cương (những vấn đề chung nhất về pháp luật) hoặc pháp luật chuyên ngành (ví dụ như từ điển về hợp đồng). Từ điển pháp luật nhằm đưa ra những kiến thức chung nhất cho tất cả các điều khoản trong lĩnh vực pháp luật, nó được gọi là một từ điển tối đa hóa, và nếu nó cố gắng để chỉ một số lượng hạn chế một lượng thuật ngữ nhất định nó được gọi là một từ điển giảm thiểu. Một từ điển luật học song ngữ có giá trị phụ thuộc nhiều vào người biên dịch (biên dịch viên) và người biên tập (biên tập viên), người sử dụng và năng lực chuyên môn, nghiệp vụ của người biên dịch.
Từ điển pháp luật có thể phục vụ cho các chức năng khác nhau. Từ điển pháp luật truyền thống với các định nghĩa dưới dạng thuật ngữ pháp lý phục vụ để giúp người đọc hiểu các văn bản quy phạm pháp luật họ đọc hoặc để giúp người đọc có được kiến thức về các vấn đề pháp lý độc lập của bất kỳ văn bản pháp luật nào, từ điển pháp luật như vậy thường là đơn ngữ.
Từ điển pháp luật song ngữ có thể phục vụ một số chức năng. Đầu tiên, nó có thể có những từ ngoại nhập trong một ngôn ngữ và định nghĩa trong một ngôn ngữ khác - những bộ từ điển này giúp hiểu các văn bản quy phạm pháp luật, thường được viết bằng một ngôn ngữ nước ngoài, và tiếp thu kiến thức, thường là về một hệ thống pháp luật nước ngoài. Thứ hai, pháp luật từ điển song ngữ cung cấp và hỗ trợ để dịch văn bản quy phạm pháp luật, vào hoặc từ một ngôn ngữ nước ngoài và đôi khi còn để xây dựng các văn bản quy phạm pháp luật, thường là trong một ngôn ngữ nước ngoài.